# Nationalité sportive
La nationalité sportive peut déterminer à la fois l'éligibilité d'un athlète à représenter un pays, et le lien de ce sportif à une association sportive généralement nationale membre d'une fédération sportive internationale.
La nationalité sportive définit la qualification d'un sportif dans les compétitions internationales. Elle peut différer de la nationalité administrative. Les bi-nationaux doivent donc choisir, à un certain niveau de compétition, leur nationalité sportive. Ces règles dépendent de chaque fédération sportive internationale.
Le Conseil d'État français ne reconnaît pas l'existence d'une « nationalité sportive », contrairement au Tribunal arbitral du sport (TAS), qui considère qu'il s'agit d'un sujet relevant du droit privé.

## Concept
La nationalité sportive définit la qualification d'un individu dans les compétitions internationales. Elle peut différer de la nationalité administrative. Les bi-nationaux doivent donc choisir, à un certain niveau de compétition, leur nationalité sportive. Ces règles dépendent de chaque fédération sportive internationale.
Il est relativement commun pour des sportifs de se tourner vers des pays où leur sport est doté de meilleurs moyens : l'Italie prend par exemple des joueurs de haut niveau de volley-ball, tandis que des rugbymen de petits pays océaniens jouent plus souvent dans des équipes de pays plus grands comme l'Australie. De nombreux sports requièrent de moins en moins une nationalité pour appartenir à une équipe nationale, au point que certains souhaitent supprimer les championnats par pays pour les transformer en ligues de plusieurs pays ou clubs. La valorisation du pays n'est donc plus tant faite sur sa formation des futurs champions que sur sa capacité à attirer les nouveaux talents. Les enjeux de salaire des sportifs professionnels devient alors un outil pour conserver les élites dans le pays.

## Utilisation

### Jeux olympiques
Le Comité international olympique (CIO) reconnait 206 comités nationaux olympiques différents pouvant sélectionner des sportifs pour participer aux jeux olympiques.
Le positionnement du CIO sur la question de la double nationalité est défini par le texte d'application de l'article 41 de la Charte olympique.
Certaines nationalités sportives ne correspondent pas à une nationalité administrative. C'est notamment le cas à Porto Rico qui dispose de son Comité national olympique mais qui, en tant qu'État libre associé des États-Unis, voit tous ses ressortissants disposer de la citoyenneté américaine. Le Groenland, pays constitutif, mais autonome du Danemark, dispose également d'une nationalité sportive pour certains sports.

### Basket-ball
En mars 1993, le tribunal arbitral du sport (TAS) se penche sur l'unicité de la nationalité sportive posée par la fédération internationale de basket-ball (FIBA). Le tribunal conforte la FIBA dans cette décision qualifiée de « non arbitraire », et qui empêche les changements abusifs de nationalité. Le TAS précise que les nationalités légale et sportive sont « deux ordres juridiques différents, l'un de droit public, l'autre de droit privé, qui ne se recoupent pas et n'entrent pas en conflit ».

### Football
Depuis 1964, la fédération internationale de football exige qu'un footballeur ne soit associé qu'à une association nationale, évitant ainsi les abus et d'éventuelles équipes nationales composées de joueurs venus de l'étranger. L'article 5.3 du règlement de la FIFA stipule qu'un joueur est lié à une « nationalité sportive » s'il a participé à un match international officiel (en tout ou partie), dans quelque catégorie d'âge que ce soit ou dans quelque discipline de football que ce soit.
Des règles ont été mises en place pour des cas particuliers, comme les conditions d'admissibilité en sélection d'un joueur britannique.

Depuis 2003, la FIFA a modifié plusieurs fois le règlement sur les bi-nationaux : ainsi l’article 8 des statuts de la FIFA spécifie que : 

« Si un joueur possède plusieurs nationalités, en reçoit une nouvelle ou est autorisé à jouer pour plusieurs équipes représentatives en raison de sa nationalité, il peut, une seule fois, obtenir le droit de jouer en match international pour une autre association dont il a la nationalité, conformément aux conditions énumérées ci-après : 
Le joueur n’a pas encore disputé de match international « A » (intégralement ou partiellement) dans le cadre d’une compétition officielle pour l’association dont il relève jusqu’au moment de la demande, et il était déjà au bénéfice de la nationalité qu’il souhaite désormais représenter, au moment de sa première entrée en jeu (intégrale ou partielle) dans un match international d’une compétition officielle ; il n’est pas autorisé à jouer pour sa nouvelle association dans toute compétition à laquelle il a déjà participé pour son ancienne association. »

Dans tous les cas, en vertu de l'article 5 « Principle », un joueur sélectionné pour un pays doit en posséder la nationalité et répondre à des critères supplémentaires en cas d'acquisition d'une nouvelle nationalité. L'application de ce principe est plus complexe dans les cas de "nationalités partagées" ou pour certains pays interdisant la double nationalité.

#### Changement d'association et réforme de 2020
Jusqu'en 2020, un joueur ne peut changer d'association nationale que s'il n'a joué aucun match officiel en équipe nationale A.
Depuis 2020, un joueur peut aussi changer d'association nationale s'il a joué pour son association actuelle au niveau international A, à la condition qu'il fût âgé de moins 21 ans lors de sa dernière sélection, qu'il n'ait pas connu plus de trois sélections A, que trois années au moins se soient écoulées depuis sa dernière sélection A, et qu'il n'ait jamais participé à une Coupe du monde de la FIFA.

#### Application
Avant la restriction de 1964
La naturalisation permettait jusqu'en 1964 de changer de sélection.
- Luis Monti a disputé deux finales de Coupe du monde pour deux pays différents. Il perd en 1930 avec l'Argentine et gagne en 1934 avec l'Italie

- Alcides Ghiggia a joué pour l'Uruguay, sélection avec laquelle il est champion du monde. Après une pause de cinq années, il a joué pour l'Italie.

- Alfredo Di Stéfano a joué 6 matchs officiels pour l'Argentine, il a ensuite joué quatre matchs de démonstration avec la Colombie de 1949 à 1953, une équipe professionnelle, alors que le football international est resté amateur au moins jusqu'en 1972. À la suite de sa naturalisation espagnole, il joue des matchs officiels avec l'Espagne à partir de 1957.

Entre la restriction de 1964 et les restrictions de 1993
- Le joueur français d'origine uruguayenne Carlos Curbelo dispute deux rencontres amicales avec l'équipe de France en 1976 avant que la FIFA ne lui interdise de porter le maillot bleu : elle a découvert qu'il avait disputé quatre rencontres avec les équipes de jeunes de la sélection uruguayenne avant son arrivée en France.

- Le Français Michel Platini, a joué de nombreux matchs officiels pour la France jusqu'en 1987. Il a joué un match officiel avec le Koweït en 1988 alors qu'il n'en a même pas la nationalité, ni la citoyenneté. Ce match est officiel malgré les restrictions de 1964.

Depuis les restrictions de 1993
- Akhrik Tsveiba a joué officiellement pour l'Union soviétique jusqu'en 1991 ; en 1992 il joue officiellement pour la sélection qui est devenue celle de la CEI à la suite de la dislocation de l'Union soviétique ; en août 1992 il joue un match de démonstration pour l'Ukraine. La fédération de ce pays était encore fédérée dans l'éphémère CEI. En 1998, il est autorisé à jouer officiellement pour la Russie, parce qu'il n'a pas joué officiellement pour l'Ukraine (un match de démonstration (c'est-à-dire avec une fédération non affiliée à part entière à la FIFA) n'empêche pas de jouer pour une autre sélection).
- Nacer Chadli et Ilombe Mboyo ont joué chacun un match amical avec respectivement le Maroc en 2010 et la RD Congo en 2011, avant d'être appelés officiellement par la Belgique.
- Jermaine Jones a joué 3 matchs amicaux avec l'Allemagne en 2008 avant d'opter officiellement pour la sélection des États-Unis d'Amérique.
- Tyrone Mears dispute en février 2009 une rencontre amicale avec l'équipe de Jamaïque. À l'issue du match, il s'avère qu'il n'aurait jamais dû être sélectionné, n'ayant pas d'origine jamaïcaine. Contrairement à ce qu'il affirmait, son père était Sierraléonais. Cette erreur le prive depuis de toute sélection. Même s'il est éligible pour une des quatre sélections britanniques ou pour celle de la Sierra Leone, la FIFA lui déconseille[pas clair] d'y répondre puisqu'il a joué avec la Jamaïque.
- Diego Costa a joué 2 matchs amicaux avec le Brésil en 2013 avant d'opter officiellement pour la sélection d'Espagne.

### Floorball
La Fédération internationale de floorball considère que la nationalité sportive est attribuée par la représentation d'un pays au niveau international. Un joueur de floorball peut détenir deux nationalités sportives, mais uniquement au niveau junior.

### Handball
Il n'y a pas de nationalité sportive en handball, seule la nationalité traditionnelle liée au passeport compte, à l'exception de l'Équipe de Grande-Bretagne de handball, qui ne sélectionne pas de joueurs d'Irlande du Nord, qui ont pourtant un passeport britannique.
Chez les hommes, l'exemple le plus célèbre est l'équipe nationale du Qatar qui est vice-champion du monde en 2015 avec une équipe formée de joueurs dont la plupart ont été naturalisés peu de temps auparavant tel Bertrand Roiné, champion du monde en 2011 avec la France. Un second exemple marquant concerne Talant Dujshebaev élu meilleur handballeur mondial de l'année en 1994 en tant que Russe puis en 1996 en tant qu'Espagnol.
Chez les femmes, l'Autriche a naturalisé dans les années 1990 de nombreuses joueuses, en particulier soviétiques et yougoslaves.

### Rugby
La nationalité sportive n'est pas obtenue par la nationalité étatique. En effet, selon le règlement 8.1 de la fédération internationale de rugby (IRB), la nationalité sportive s'obtient selon d'autres critères (non cumulatifs) hérités de la tradition anglaise: 
- Naissance du joueur, d'un parent ou d'un grand-parent dans la nation en question
- Résider 36 mois consécutivement dans le pays immédiatement avant le match.

Et un sportif ne peut évoluer pour une équipe première (ou seconde) d'une autre fédération nationale de rugby s'il a déjà effectué une rencontre agréée par l'IRB, en entrant sur le terrain et en étant majeur, pour une première fédération, selon le règlement 8.2.
C'est pourquoi plusieurs joueurs n'étant pas français ont pu jouer pour l'équipe de France de rugby à XV. À l'inverse, un joueur de nationalité française a pu jouer pour la sélection de Hong Kong.

## Citations
« Une nation n’est pas nécessairement un État indépendant, et il existe une géographie sportive qui peut différer parfois d’avec la géographie politique »

— Pierre de Coubertin

« Il existe quelques rares sports où la nationalité étatique n’est pas une condition nécessaire pour l’éligibilité pour la sélection nationale. C’est le cas notamment du rugby. […] D’autre part, la nationalité étatique n’est pas suffisante, et elle est en général assortie de conditions supplémentaires et restrictives (outre les critères purement sportifs) »

— Andrès Hervé (2009)